# Salah Farhat
Salah Farhat (arabe : صالح فرحات), né le 26 juillet 1894 à La Manouba et mort le 18 mars 1979 au Kram, est un homme politique tunisien.
Il est l'un des fondateurs du Destour, créé en 1920, après avoir milité dans le mouvement des Jeunes Tunisiens.

## Biographie

### Jeunesse et formation

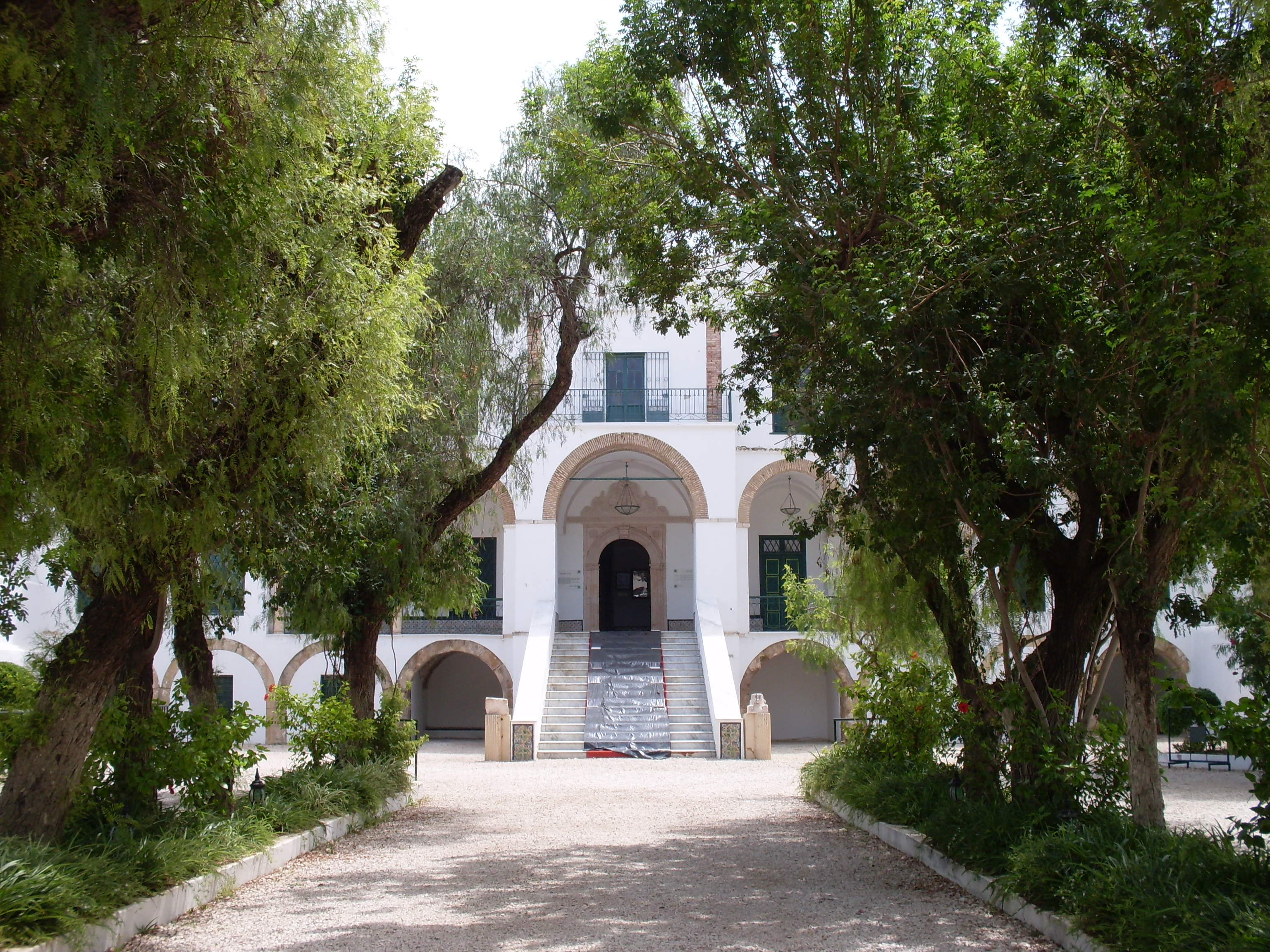
Palais Kobbet El Nhas où naît Salah Farhat.

Issu d'une riche famille de mamelouks d'origine crétoise,,, il naît au palais Kobbet El Nhas à La Manouba, dans la proche banlieue de Tunis. Inscrit au lycée Carnot de Tunis, il obtient un baccalauréat en 1914. Il suit en parallèle des cours d'arabe à la Zitouna, puis obtient une licence en droit à l'université d'Alger en 1917. Il travaille comme interprète jusqu'à son inscription, retardée par la Première Guerre mondiale, au barreau de Tunis en 1919. Il se spécialise en droit foncier pour sauvegarder la propriété agricole tunisienne contre la colonisation et en droit pénal pour défendre la cause nationaliste.

### Figure du Destour
En 1921, il est élu membre du bureau exécutif du Destour et de la commission juridique du parti,. Il milite par ailleurs au profit du Croissant-Rouge turc en récoltant des fonds et des aides.
En 1922, le Destour est accusé de mener une campagne politique anti-française en conciliant les principes destouriens avec les prétentions communistes. Farhat dément formellement, dans plusieurs articles de journaux, tout lien entre le Destour et le communisme. En 1923, au départ en exil du cheikh Abdelaziz Thâalbi, fondateur du Destour, il devient secrétaire général adjoint du parti, aux côtés du secrétaire général Me Ahmed Essafi. Il participe alors activement à la vie politique du pays par des contacts directs avec les militants de base, avec les syndicats et les ouvriers, par la création de cellules destouriennes dans les régions les plus reculées. Journaliste et théoricien du parti, il définit ses principes directeurs par ses nombreux écrits dans la presse d'expression française. Les revendications politiques, sociales et syndicales du Destour se font au travers de contacts directs avec la France et un dialogue avec les socialistes et les autorités coloniales, fondés sur le respect des traités, du droit international et d'une politique de non-violence. Farhat est fidèle au programme du Destour et à la politique des étapes inaugurée par ses prédécesseurs et lui reste fidèle lorsqu'il prend la direction du parti : toute revendication, toute action doit tendre à un but, l'indépendance de la Tunisie, qui doit être garantie par écrit et fixée à une date déterminée.

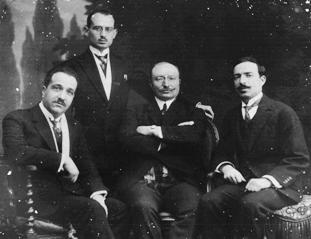
Troisième délégation à Paris, en décembre 1924, composée de Salah Farhat, Ahmed Essafi, Taieb Jémaïl (gauche à droite) et Ahmed Taoufik El Madani (debout).

Le 11 mai 1924, après la victoire de la gauche aux élections législatives, le Destour décide d'envoyer Farhat féliciter les élus du Cartel des gauches, spécialement le président du Parti radical Édouard Herriot, pour exposer les revendications tunisiennes et préparer le terrain à l'envoi d'une nouvelle délégation,. Fin 1924, il fait partie de la troisième délégation tunisienne chargée de défendre à Paris les revendications tunisiennes auprès du gouvernement français. La délégation, composée du chef de la délégation Ahmed Essafi, de Farhat, d'Ahmed Taoufik El Madani et de Me Taieb Jémaïl, est éconduite car le gouvernement l'accuse de connivence avec les communistes et de double langage entre la presse arabophone qui est virulente dans ses attaques contre le colonialisme et la presse francophone qui est plutôt conciliante,.
Salah Farhat est alors considéré par les autorités du protectorat comme « un propagandiste dangereux qui peut favoriser ou prendre la direction de tous les mouvements hostiles à la France ou au gouvernement du protectorat. Ses écrits ou ses discours ne laissent aucun doute sur ses sentiments. C'est un membre très influent du parti et un véritable agitateur ». Les autorités coloniales essayent alors, à plusieurs reprises, de le faire radier du barreau pour mettre fin à sa carrière professionnelle et à sa carrière politique et décapiter le Destour.
Le 18 septembre 1926, Salah Farhat épouse Kalthoum Khaznadar, sœur de Chedly Khaznadar (ar), un poète nationaliste et l'un des ténors du Destour.

### Partisan de l'indépendance
Après la scission du Destour et la création du Néo-Destour en 1934, Farhat est nommé dans une commission pour sauvegarder l'unité du parti mais tous ses efforts et ceux du Destour restent vains. En 1935, après le décès de Safi, il est élu secrétaire général du Destour, puis président du parti. Il seconde Thâalbi, dès son retour en Tunisie en 1937, pour la réunification du mouvement national et la formation d'un front commun contre le colonialisme, sans résultat,,,,.

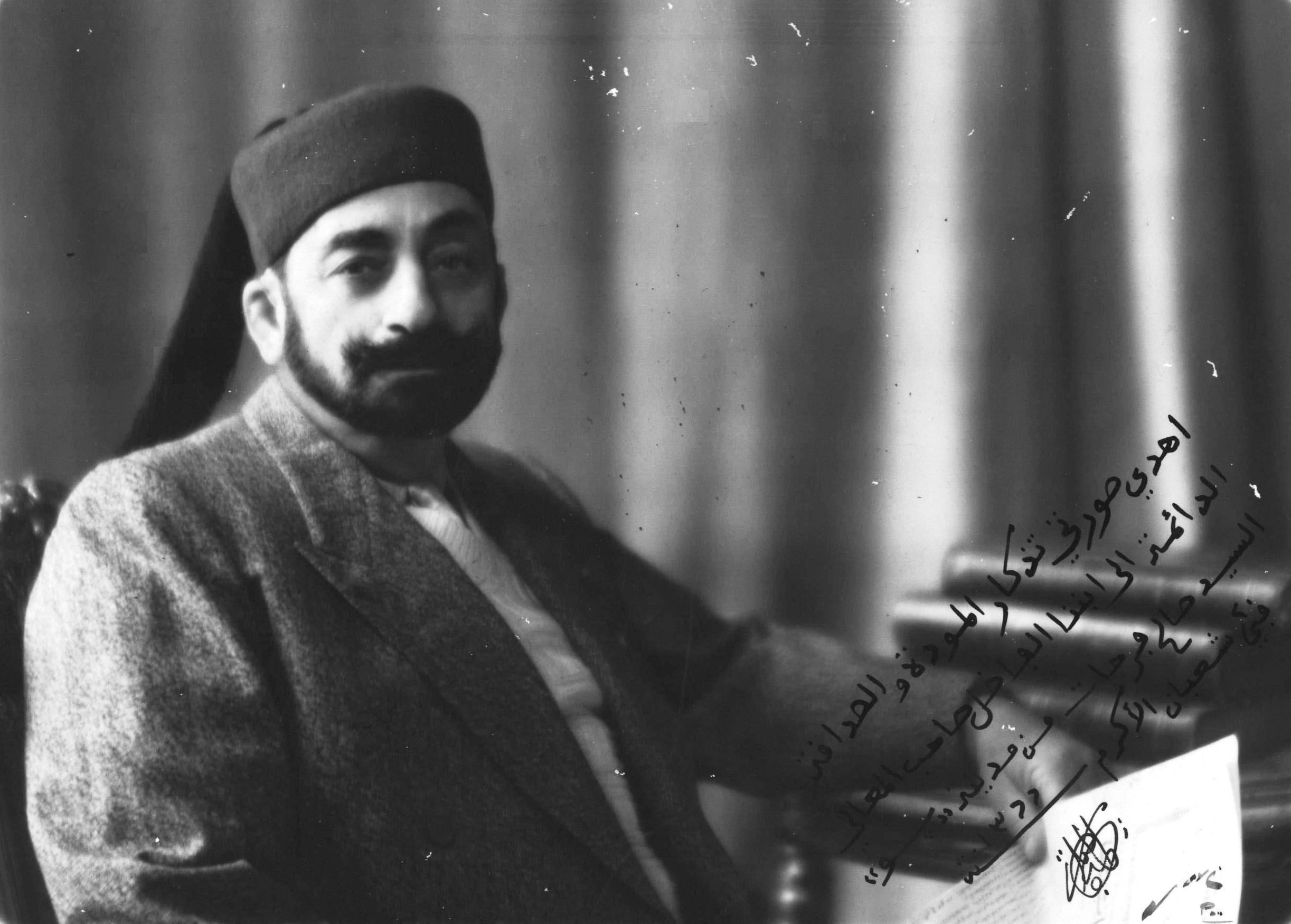
Photo dédicacée de Moncef Bey à Salah Farhat en juin 1947.

Pendant la Seconde Guerre mondiale et lors de l'occupation de la Tunisie par les troupes de l'Axe, il est nommé ministre de la Justice par Moncef Bey qui constitue un gouvernement indépendant issu de toutes les tendances politiques du pays, dirigé par M'hamed Chenik, entre le 1er janvier et le 14 mai 1943. Salah Farhat et les autres ministres donnent leur démission après la libération de la Tunisie par les alliés, la destitution de Moncef Bey par le général Henri Giraud et son exil à Laghouat dans le Sud algérien,,. Aussitôt, un mouvement favorable au retour du bey sur son trône, connu sous le nom de moncéfisme, se constitue et unifie toutes les tendances politiques du pays pour la défense du souverain déchu, accusé à tort d'être opposé aux alliés et favorable aux puissances de l'Axe, alors qu'il n'avait cessé d'affirmer la neutralité de la Tunisie ; la France lui reproche en réalité son indépendance à l'égard des autorités du protectorat.

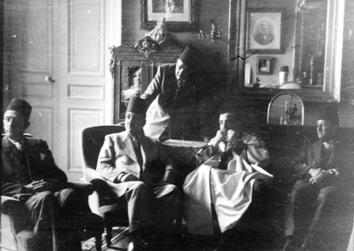
Photo à Pau le 5 octobre 1947 avec Salah Farhat, M'hamed Bey, Raouf Bey, Moncef Bey, M'hamed Chenik (gauche à droite).

Salah Farhat soutient par ses interventions, ses visites, ses lettres, ses articles et ses télégrammes de protestation le moncéfisme et le bey pendant son exil, du 14 mai 1943 au 1er septembre 1948, date de sa mort à Pau en France.
Durant cette période, Moncef Bey entretient une nombreuse correspondance avec Farhat, approuvant sa lutte, l'encourageant dans la défense du moncéfisme et lui recommandant d'œuvrer pour l'unité nationale contre le colonialisme. À partir de 1944 et la mort de Thâalbi, Farhat devient le chef incontesté du Destour. Le 30 octobre, 17 personnalités tunisiennes, dont Farhat, représentant les différentes tendances nationalistes, signent la Charte tunisienne qui constitue la base du Front national qui réunit ces différentes tendances après la fin de la Seconde Guerre mondiale. Le 23 août 1946, lors du congrès de la Nuit du Destin, dont il est l'instigateur, un front commun se forme entre toutes les tendances politiques, notamment entre Farhat, secrétaire général du Destour, et Salah Ben Youssef, secrétaire général du Néo-Destour. Celui-ci revendique l'indépendance totale mais les forces de l'ordre interrompent la réunion et arrêtent les deux leaders avec un grand nombre de responsables politiques qu'ils écrouent à la prison civile de Tunis ; Salah Farhat y reste incarcéré avec d'autres nationalistes pendant un mois,.
Après le congrès, il joue un rôle important dans la réunification des partis, en l'absence de Habib Bourguiba. Sa collaboration étroite avec Ben Youssef prouve qu'ils ont les mêmes conceptions et emploient les mêmes méthodes pour résister au colonialisme. Malgré certaines réformes et promesses des autorités, Salah Farhat continue son combat en défendant les libertés publiques et en réclamant l'indépendance totale, sans accepter aucune responsabilité gouvernementale. Pressenti en effet, dès 1947, pour la constitution du gouvernement, il refuse, estimant qu'il n'existe aucune garantie d'aboutir à l'indépendance. En 1951, il réitère son refus de faire partie de la nouvelle équipe du second cabinet Chenik, pour les mêmes raisons.

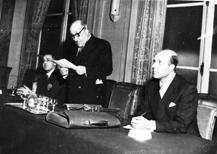
Discours à Paris, à l'occasion de la plainte de la Tunisie à l'ONU en 1952, accompagné de Me Taabouri (gauche) et Ahmed Ben Miled (droite).

Le 31 octobre 1951, la Tunisie présente un mémoire officiel à la France revendiquant l'autonomie interne. La réponse du gouvernement français se fait attendre jusqu'au 15 décembre et se traduit par un refus catégorique des revendications tunisiennes. La rupture du dialogue s'accompagne d'un raidissement des autorités du protectorat ; la nomination de Jean de Hauteclocque comme nouveau résident général arrive au milieu d'un grand déploiement militaire, présage d'un changement d'optique dans les relations franco-tunisiennes. La France opte pour la force et écarte toute solution négociée. Aux incidents du Sahel, le général Pierre Garbay, commandant supérieur des troupes en Tunisie, riposte par le ratissage du cap Bon qui se solde par plus de 200 morts et des centaines de blessés et de prisonniers,,,,. Persévérant dans la politique de la force, le résident général destitue le deuxième cabinet Chenik et tente d'isoler Lamine Bey, sans y parvenir totalement, grâce au soutien d'un comité de quarante personnalités tunisiennes de toutes les tendances politiques, dont Farhat,,. À la fin de la même année, l'organisation terroriste de la Main rouge assassine le leader syndicaliste Farhat Hached,. L'emploi de la force par les autorités françaises entraîne une réaction vigoureuse de la population, le lancement de la lutte armée et une plainte contre la France auprès du Conseil de sécurité des Nations unies. Salah Farhat fait face à ces agissements qu'il dénonce dans la presse locale et internationale.
En 1952, il se déplace à Paris avec plusieurs membres du Destour pour sensibiliser les différentes délégations des pays arabes, musulmans et non-alignés à la cause tunisienne et attirer leur attention sur la plainte de la Tunisie à l'ONU. En 1954, sa villa du Kram est plastiquée par la Main rouge comme celles de nombreuses personnalités politiques.
En 1955, il s'oppose aux pourparlers sur l'autonomie interne et aux conventions franco-tunisiennes qui risquent de lier définitivement le sort de la Tunisie à celui de la France et de l'inclure au sein de l'Union française ; il affirme à nouveau que la seule revendication acceptable est l'indépendance totale du pays,.

### Retraite

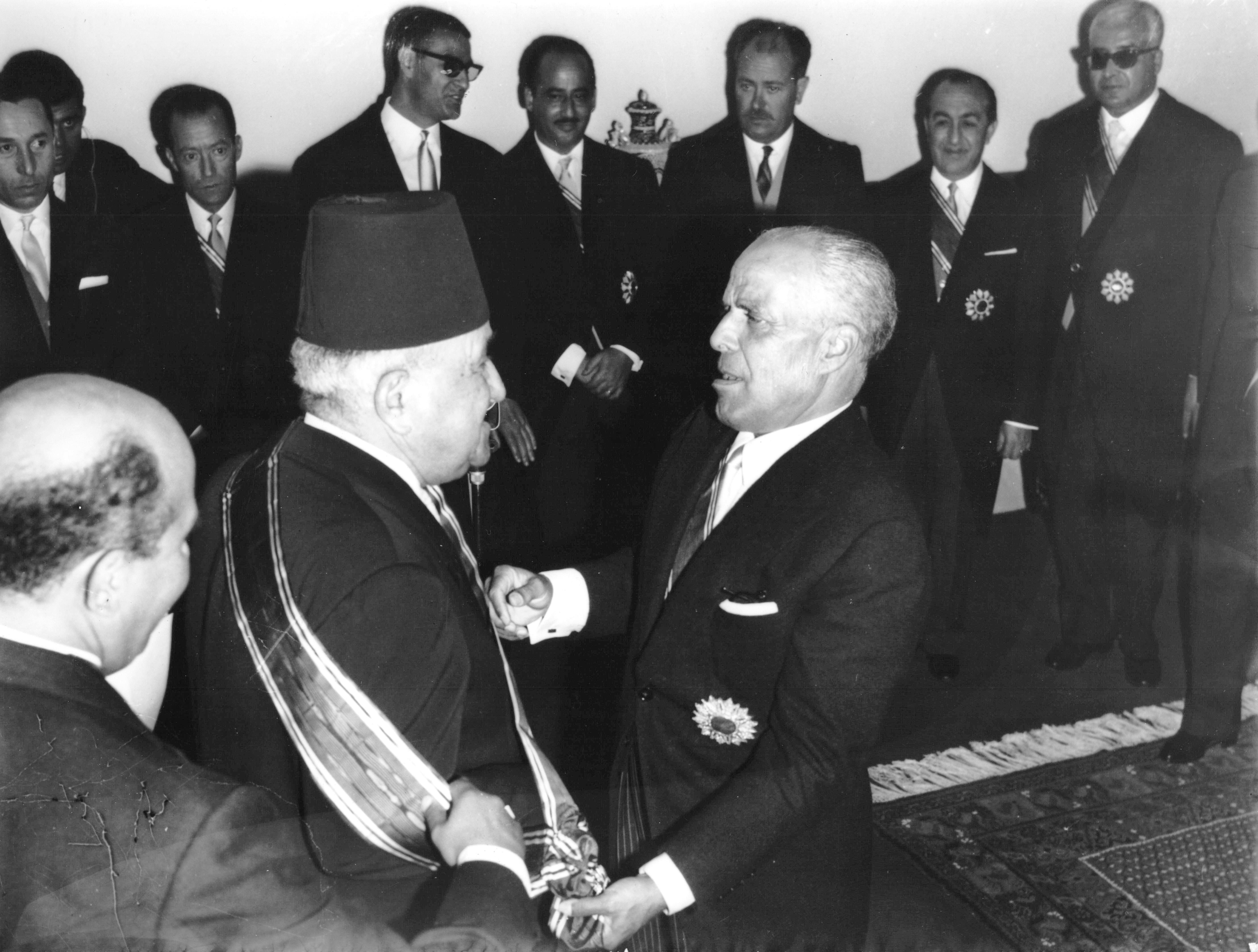
Bourguiba décorant Salah Farhat du grand-cordon de l'Ordre de l'Indépendance le 1er juin 1963 en présence des membres du gouvernement.

Une fois celle-ci obtenue, le 20 mars 1956, il décline toute responsabilité gouvernementale, qui lui est proposée à titre personnel car n'incluant aucun membre du Destour, et renonce finalement à toute activité politique.
Poète d'expression française depuis son adolescence, il fait paraître dans les journaux locaux, particulièrement dans la revue Leïla (1936-1941), certains poèmes sous le pseudonyme de Skander. Ses poésies font l'admiration des milieux littéraires et artistiques tunisiens et étrangers qu'il fréquente assidûment,,,,. En 1978, il édite un choix de poèmes dans un recueil intitulé Chants de l'amour.
Il meurt le 18 mars 1979, à l'âge de 84 ans, dans sa villa du Kram. Il repose au cimetière de Sidi Abdelaziz à La Marsa.

### Décorations
- Grand cordon de l'Ordre tunisien de l'Indépendance (1963)[53].

### Français
- Albert Arrouas, Livre d'or : figures d'hier et d'aujourd'hui, Tunis, Imprimerie SAPL, 1932, 192 p. (OCLC 56555786).
- Daniel Goldstein, Libération ou annexion : aux chemins croisés de l'histoire tunisienne (1914-1922), Tunis, Maison tunisienne de l'édition, 1978, 535 p. (OCLC 468790303).
- Ahmed Khaled, Documents secrets du deuxième bureau Tunisie-Maghreb dans la conjoncture de pré-guerre, 1937-1940 : étude, documents, index, Tunis, Société tunisienne de diffusion, 1983, 866 p. (OCLC 11372302).
- Omar Khlifi, Moncef Bey : roi martyr, Tunis, Kahia, 1994, 275 p. (OCLC 1227521579).
- Saïd Mestiri, Le ministère Chenik à la poursuite de l'autonomie interne : de la déclaration de Thionville à l'exil de Kébili, Tunis, Arcs Éditions, 1991, 262 p. (ISBN 978-9973740045).
- Saïd Mestiri, Moncef Bey, t. II : Chronique des années d'exil, Tunis, Arcs Éditions, 1990, 339 p. (ISBN 978-9973740014).
- Collectif, Précis d'histoire du mouvement national tunisien (1881-1964), La Manouba, Institut supérieur d'histoire du mouvement national, 2008.

### Arabe
- Mohamed Boudhina, Machahîr Al Tûnusiyyîn [« Personnalités tunisiennes »], Tunis, Cérès, 1992.
- Mohamed Kerrou, Personnalités tunisiennes du premier tiers du XXe siècle, Tunis, 1991.
- Abdelkader Klibi, Mohieddine Klibi ou le combat d'un tiers de siècle, Tunis, Cérès, 2004.
- Ali Mahjoubi (trad. Abdelhamid Chebbi), Les origines du mouvement national tunisien, 1904-1934, Carthage, Beït El Hikma, 1999.
- Ahmed Touili, Personnalités tunisiennes, Tunis, Sotepa Graphic, 2004.